# نيكوس ديندياس
نيكوس ديندياس (باليونانية: Νικόλαος Δένδιας)‏، من مواليد 7 أكتوبر 1959 بجزيرة كورفو اليونانية، محام يوناني، وسياسي ينتمي لحزب الديمقراطية الجديدة، عضو في البرلمان اليوناني عن جزيرة كورفو، شغل منصب وزير الدفاع من نوفمبر 2014 إلى يناير 2015، وشغل منذ 2019 حتى 2023 منصب وزير خارجية اليونان.